# 栢野直樹
栢野 直樹（かやの なおき、1955年 - ）は、日本の撮影監督。名古屋市出身。
日本映画撮影監督協会（J.S.C.）所属。

## 主な作品

### 映画
- ひぃ・ふぅ・みぃ （1988年）
- バカヤロー!2 幸せになりたい。 『パパの立場もわかれ』『女だけトシとるなんて』（1989年）[3]
- 風、スローダウン （1991年）
- シコふんじゃった。 （1992年）
- パ★テ★オ （1992年）
- サザンウィンズ （1993年）
- 800 TWO LAP RUNNERS （1994年）
- 愛の新世界 （1994年）[3]
- Zero WOMAN 警視庁0課の女 （1995年）
- 麻雀飛翔伝 哭きの竜 （1995年）
- Shall we ダンス? （1996年）
- CAB （1996年）
- 迅雷 組長の身代金 （1996年）
- That's カンニング! 史上最大の作戦? （1996年）
- いちご同盟 （1997年）
- シャ乱Qの演歌の花道 （1997年）
- マグニチュード 明日への架け橋 （1997年）
- ズッコケ三人組 怪盗X物語 （1998年）
- しあわせになろうね 極道解散! （1998年）
- お受験 （1999年）
- 秘密 （1999年）
- メトレス （2000年）
- ピンチランナー （2000年）※協力カメラマン
- 世にも奇妙な物語 映画の特別編『携帯忠臣蔵』（2000年）
- Ekiden 駅伝 （2000年）
- 陰陽師 （2001年）
- 黄龍 イエロードラゴン （2003年）
- 福耳 （2003年）
- 終着駅の次の駅 （2003年）
- 死に花 （2004年）
- ムーンライト・ジェリーフィッシュ （2004年）
- 予言 （2004年）
- 火火 （2005年）
- 極道の妻たち 情炎 （2005年）
- ウォーターズ （2006年）
- I am 日本人 （2006年）
- THE WINDS OF GOD -KAMIKAZE- （2006年）
- それでもボクはやってない （2007年）
- 歌謡曲だよ、人生は『小指の想い出』『いとしのマックス／マックス・ア・ゴーゴー』（2007年）
- 茶々 天涯の貴妃 （2007年）
- 誰も守ってくれない （2009年）
- 宇宙兄弟 （2012年）
- 臨場 劇場版 （2012年）
- 遺体 明日への十日間 （2013年）
- 花と蛇 ZERO（2014年）
- 25 NIJYU-GO（2014年）
- 罪とバス（2015年）
- グッドモーニングショー（2016年）
- たゆたう（2017年）
- なんくるないさぁ 劇場版～生きてるかぎり死なないさぁ～(2021年）

### オリジナルビデオ
- 兇悪の紋章 （1990年）
- 野獣駆けろ （1990年）
- 優しくこたえて TOUCH ME TENDERLY （1992年）
- となりの凡人組2 （1994年）
- もっと過激 ふざけんじゃネェ! （1994年）
- 病院なんか怖くない。 ボクが病気になった理由2 （1994年）
- とられてたまるか!完 （1994年）
- となりの凡人組3 （1994年）
- 企業舎弟 （1994年）
- 実写版 淫獣学園 色魔界の逆襲 （1994年）
- LAST BRONX 東京番外地 （1996年）
- 平成極道伝 阿修羅が斬る! （1997年）
- 平成極道伝 夜叉が裂く! （1999年）
- 静かなるドン11 （2000年）
- 静かなるドン12 （2001年）

### テレビドラマ
- 富江 アナザフェイス （1999年、関西テレビ）
- アリバイの彼方に2 （2002年、フジテレビ）[4]
- スカイハイ （2003年、テレビ朝日）[4]
- 愛の流刑地 （2007年、日本テレビ）
- 震度0 （2007年、WOWOW）
- ルパンの消息 （2008年、WOWOW）[4]
- プリズナー （2008年、WOWOW）[4]
- 臨場 （2009年、テレビ朝日）[4]
- マークスの山 （2010年、テレビ朝日）[4]
- レディ・ジョーカー （2013年、WOWOW）

## 受賞歴
- 1994年 第49回毎日映画コンクール：撮影賞『800 TWO LAP RUNNERS』
- 1997年 第20回日本アカデミー賞：最優秀撮影賞『Shall we ダンス?』[5]
- 2002年 第25回日本アカデミー賞：優秀撮影賞『陰陽師』
- 2002年 第23回ヨコハマ映画祭：撮影賞『陰陽師』